# Acaronia nassa
Acaronia nassa é uma espécie de peixes ciclídeos da ordem dos Perciformes.

## Morfologia
Os machos podem chegar a atingir os 15,4 cm de comprimento e são mais espessos que as  fêmeas.

## Reprodução
Reproduzem-se durante a estação das chuvas.

## Alimentação
Comem camarões, larvas de insetos como Odonatas, Coleópteros, Hemípteros e peixes da família Cyprinodontidae.

## Habitat
Vivem em zonas de clima tropical entre 25°C-28°C de temperatura.

## Distribuição geográfica
Encontram-se na América do Sul:  bacia do rio Amazonas no Peru,  Brasil, Colômbia e Bolívia ; rio Negro, rio Branco; bacia do rio Oiapoque na  Guiana Francesa e bacia do rio Essequibo no escudo das Guianas.

## Costumes
Compartilha seu habitat com Pterophyllum scalare, Heros efasciatus, Hypselecara temporalis e Mesonauta guyanae.